# Facebook Home
Facebook Home fue una aplicación desarrollada por Facebook Inc., para teléfonos inteligentes con sistema operativo Android. Está diseñado para reemplazar la interfaz de inicio predeterminada (launcher), agregando funciones que permiten ver y publicar contenido en la cuenta de cada usuario. Facebook Home fue anunciado a los medios el 4 de abril de 2013, posteriormente fue lanzado el 12 de abril de 2013, contando con una disponibilidad limitada, estando presente en el HTC First de HTC, y algunos teléfonos inteligentes de Samsung.

## Compatibilidad
Aunque de inicio solo se encuentra disponible para los teléfonos móviles HTC First, HTC One X, HTC One, Samsung Galaxy S III, Samsung Galaxy S4 y Samsung Galaxy Note II, Facebook se comprometió a dar soporte para ampliar la cobertura en dispositivos móviles, incluyendo tabletas.